# Plongeon aux Jeux olympiques de la jeunesse de 2014
Navigation
Édition précédente Édition suivante
Les épreuves de plongeon aux jeux olympiques de la jeunesse d'été de 2014 ont lieu au Stade du Centre sportif olympique de Nankin de Nankin, en Chine, du 23 au 27 août 2014.

## Compétitions
| Compétition             | Or                                  | Argent                     | Bronze                                |
| ----------------------- | ----------------------------------- | -------------------------- | ------------------------------------- |
| 3 m tremplin garçons    | Yang Hao                            | Diego Lopez Rodrigo        | Phillipe Gagné                        |
| 10 m plateforme garçons | Yang Hao                            | Phillipe Gagné             | Diego Lopez Rodrigo                   |
| 3 m tremplin filles     | Wu Shengping                        | Hanna Krasnoshlyk          | Loh Zhiayi                            |
| 10 m plateforme filles  | Wu Shengping                        | Loh Zhiayi                 | Alejandra Orozco                      |
| Equipes mixtes          | Alejandra Orozco Loza Daniel Jensen | Wu Shengping Mohab Elkordy | Gracia Leydon Mahoney Pylyp Tkachenko |